# Mala Sovpa, Koreț
Mala Sovpa (în ucraineană Мала Совпа) este un sat în comuna Șcekîciîn din raionul Koreț, regiunea Rivne, Ucraina.

## Demografie
Componența lingvistică a localității Mala Sovpa
     Ucraineană (99,8%)
     Alte limbi (0,2%)
Conform recensământului din 2001, majoritatea populației localității Mala Sovpa era vorbitoare de ucraineană (99,8%), existând în minoritate și vorbitori de alte limbi.